# Luca Stanga
Luca Stanga (23. leden 2002, Brescia, Itálie) je italský fotbalový obránce hrající od začátku své kariéry za AC Milán. Jeho první utkání mezi dospělými bylo 9. ledna 2022 proti Benátkám (3:0), kde hrál dvě minuty.

## Statistiky
| Sezóna  | Klub    | Liga    | Liga   | Liga | Domácí poháry | Domácí poháry | Domácí poháry | Kontinentální poháry | Kontinentální poháry | Kontinentální poháry | Celkem | Celkem |
| Sezóna  | Klub    | Soutěž  | Zápasy | Góly | Soutěž        | Zápasy        | Góly          | Soutěž               | Zápasy               | Góly                 | Zápasy | Góly   |
| ------- | ------- | ------- | ------ | ---- | ------------- | ------------- | ------------- | -------------------- | -------------------- | -------------------- | ------ | ------ |
| 2021/22 | Milán   | Serie A | 1      | 0    | IP            | 0             | 0             | LM                   | 0                    | 0                    | 1      | 0      |
| Celkově | Celkově | Celkově | 1      | 0    | -             | 0             | 0             | -                    | 0                    | 0                    | 1      | 0      |

## Úspěchy

### Klubové
- 1× vítěz italské ligy (2021/22)